# Chris Coons
Christopher Andrew Coons (* 9. září 1963, Greenwich, Connecticut) je americký právník a politik za Demokratickou stranu. Od roku 2010 je senátorem USA za stát Delaware.
Mezi kolegy je uznáván jako odborník na záležitosti Afriky a v Senátu platí za zdatného vyjednavače mezi demokraty a republikány. V letech 2017 a 2019 předsedal Národní modlitební snídani.